# برایان گیبسون
برایان گیبسون (انگلیسی: Brian Gibson؛ (۲۲ سپتامبر ۱۹۴۴–۴ ژانویه ۲۰۰۴) کارگردان، فیلم‌نامه‌نویس، و تهیه‌کننده اهل بریتانیا بود.